# Colin McRae: Dirt 2
Colin McRae: Dirt 2 (nazwa stylizowana: Colin McRae: DiRT 2) – gra wyścigowa wydana 1 grudnia 2009 roku przez Codemasters. Jest to siódma odsłona serii gier rajdowych sygnowana nazwiskiem kierowcy Colina McRae.
Gra jest kontynuacją Colin McRae: Dirt. Gracze mogą grać tym razem nie tylko na PC, PlayStation 3 oraz Xbox 360, ale także na Nintendo Wii, Nintendo DS i PlayStation Portable. Autorzy poprawili tryb wieloosobowy. Gracze mogą grać na jednym komputerze jednocześnie. Gra opiera się na nowym silniku EGO.
W DiRT 2 zastosowana została rozbudowana opcja rozgrywki dla pojedynczego gracza. Gracz podróżuje po całym świecie, uczestniczy w wyścigach offroadowych i wygrywając je buduje swoją reputację. Osiągnięcie wysokiego poziomu umożliwia nam nawiązywanie koleżeńskich relacji m.in. z Travisem Pastraną oraz Kenem Blockiem.
Premiera DiRT-a 2 na konsolach odbyła się 8 września 2009 w Ameryce i 11 września 2009 w Europie. Premiera wersji PC miała miejsce nieco później, bo 1 grudnia 2009 w USA i 3 grudnia w Polsce, a wersja Steam – 4 grudnia. Edycja dla komputerów osobistych w pełni obsługuje najnowsze biblioteki DirectX 11.